# Gussjövallsberget
Gussjövallsberget är ett naturreservat i Ljusdals kommun i Gävleborgs län.
Området är naturskyddat sedan 2004 och är 59 hektar stort. Reservatet består av gammal barrskog med lövträd i öster. 